# Trigona amazonensis
Trigona amazonensis är en biart som först beskrevs av Adolpho Ducke 1916.  Trigona amazonensis ingår i släktet Trigona och familjen långtungebin. Inga underarter finns listade i Catalogue of Life.